# Ronde van Nederland 1963
De 13e editie van de Ronde van Nederland ging op 9 mei 1963 van start in Helmond. De wielerwedstrijd over vijf etappes eindigde op 13 mei weer in Helmond. De ronde werd gewonnen door Lex van Kreuningen.

## Eindklassement
Lex van Kreuningen werd winnaar van het eindklassement van de Ronde van Nederland van 1963 met een voorsprong van 1 minuut en 5 seconden op Lambert van de Ven. De beste Belg was Théo Nys met een derde plaats.
| Plaats  | Naam                 | Tijd      |
| ------- | -------------------- | --------- |
| Winnaar | Lex van Kreuningen   | 30u11'46" |
| 2       | Lambert van de Ven   | + 1'05"   |
| 3       | Théo Nys             | + 1'09"   |
| 4       | Piet van Est         | + 1'45"   |
| 5       | Robert Seneca        | + 2'05"   |
| 6       | Willy Raes           | + 2'29"   |
| 7       | Jaap Kersten         | z.t.      |
| 8       | Martin van der Borgh | z.t.      |
| 9       | Henk Nijdam          | + 3'22"   |
| 10      | Peter Post           | + 3'36"   |

## Etappe-overzicht
| Etappe | Van - naar              | Km  | Etappewinnaar     |
| ------ | ----------------------- | --- | ----------------- |
| 1      | Helmond - Heerenveen    | 252 | Piet Steenvoorden |
| 2      | Heerenveen - Beverwijk  | 208 | Piet van Est      |
| 3      | Beverwijk - Steenbergen | 190 | Piet Steenvoorden |
| 4      | Steenbergen - Heerlen   | 310 | Théo Nys          |
| 5      | Heerlen - Helmond       | 162 | Piet van Est      |

1948 · 1949 · 1950 · 1951 · 1952 · 1953 · 1954 · 1955 · 1956 · 1957 · 1958 · 1959 · 1960 · 1961 · 1962 · 1963 · 1964 · 1965 · 1966 · 1967 · 1968 · 1969 · 1970 · 1971 · 1972 · 1973 · 1974 · 1975 · 1976 · 1977 · 1978 · 1979 · 1980 · 1981 · 1982 · 1983 · 1984 · 1985 · 1986 · 1987 · 1988 · 1989 · 1990 · 1991 · 1992 · 1993 · 1994 · 1995 · 1996 · 1997 · 1998 · 1999 · 2000 · 2001 · 2002 · 2003 · 2004 · 2005 · 2006 · 2007 · 2008 · 2009 · 2010 · 2011 · 2012 · 2013 · 2014 · 2015 · 2016 · 2017 · 2018 · 2019 · 2020 · 2021 · 2022 · 2023 · 2024